# تب نفاسی
تب نفاسی یا تب پس از زایمان از مشکلات رایج بعد از زایمان است. این نوع تب طی ۲۴ ساعت بعد از زایمان بروز پیدا می‌کند و معمولاً به دنبال عفونت باکتریایی اتفاق می‌افتد. در سال ۱۸۴۷، پزشکی مجاری، ایگناتس زملوایس مرگ و میر ناشی از این بیماری را در اولین کلینیک زایمان وین با استفاده از شستشوی دست با کلسیم هیپوکلریت از %۲۰ به %۲ کاهش داد.

## علائم و علل
تب نفاسی معمولاً بالای ۳۸ درجه سانتی گراد است و با لرز، درد زیر شکم و گاهی ترشحات بدبو همراه است.
تب بعد از ۲۴ساعت نخست زایمان علل متعددی دارد. جراحی سزارین، طولانی شدن فرایند زایمان طبیعی، سوراخ شدن کیسه آب برای مدت زمان زیادی قبل از زایمان و وجود عفونت‌های باکتریایی از مهم‌ترین علل ابتلا به تب نفاسی است.

## درمان
چنانچه عفونت خفیف باشد پزشک با تجویز آنتی‌بیوتیک به درمان کمک می‌کند اما در صورت شدت عارضه، نیاز به بستری شدن در بیمارستان وجود دارد.

## باور عامه
مظهر تب نفاسی در باور عامه قدیم ایرانی و فرهنگ‌های دیگر، آل یا زائوترسان موجودی افسانه‌ای است که اگر زن زائو را تنها بگذارند، سراغش می‌آید و به او آزار یا آسیب می‌رساند.